# Campeonato Paraense de Futebol de 1992
O Campeonato Paraense de Futebol de 1992 foi a 80º edição da divisão principal do campeonato estadual do Pará. O campeão foi o Paysandu que conquistou seu 36º título na história da competição. O Remo foi o vice-campeão. O artilheiro do campeonato foi Dentão, jogador do Remo, com 24 gols marcados.

## Participantes
| Equipe          | Cidade               | Títulos (mais recente) | Part. |
| --------------- | -------------------- | ---------------------- | ----- |
| Independente-PA | Belém                | 0 (não possui)         | 6     |
| Izabelense      | Santa Izabel do Pará | 0 (não possui)         | 13    |
| Marituba        | Marituba             | 0 (não possui)         | 1ª    |
| Paysandu        | Belém                | 35 (1987)              | 76    |
| Pinheirense     | Belém                | 0 (não possui)         | 16    |
| Remo            | Belém                | 32 (1991)              | 76    |
| Santa Rosa      | Belém                | 0 (não possui)         | 10    |
| Sport Belém     | Belém                | 0 (não possui)         | 26    |
| Tiradentes-PA   | Belém                | 0 (não possui)         | 19    |
| Tuna Luso       | Belém                | 10 (1988)              | 58    |

## Premiação
| Campeonato Paraense de 1992   |
| Belém                         |
| ----------------------------- |
| Paysandu Campeão (36º título) |